# (249523) Friedan
(249523) Friedan ist ein im äußeren Hauptgürtel gelegener Asteroid, der vom Wide-Field Infrared Survey Explorer (IAU-Code C51) am 22. Februar 2010 entdeckt wurde, einem unbemannten Weltraumteleskop der NASA, das im Januar 2010 den Betrieb aufnahm.
Der mittlere Durchmesser des Asteroiden wurde grob mit 5,430 (± 1,043) km berechnet, die Albedo mit 0,055 (± 0,014). Es ist also bei (249523) Friedan von einer dunklen Oberfläche auszugehen.
Der Asteroid gehört zur Euphrosyne-Familie, einer Gruppe von Asteroiden, die nach (31) Euphrosyne benannt wurde. Die Umlaufbahn von (249523) Friedan um die Sonne ist mit mehr als 27° stark gegenüber der Ekliptik des Sonnensystems geneigt, was typisch für Mitglieder der Euphrosyne-Familie ist.
(249523) Friedan wurde am 22. Februar 2016 nach der US-amerikanischen Feministin und Publizistin Betty Friedan (1921–2006) benannt. In der Widmung wurde besonders ihr Bestseller The Feminine Mystique (deutsch: Der Weiblichkeitswahn) aus dem Jahre 1963 hervorgehoben.